# Foresta di Fontainebleau (Barye)
Foresta di Fontainebleau è un dipinto di Antoine-Louis Barye. Eseguito in data non accertabile, è conservato nella National Gallery di Londra.

## Descrizione
Si tratta di uno dei molti scorci della Foresta di Fontainebleau che Barye dipinse. Le rocce sono probabilmente quelle delle Gole d'Apremont, fra Fontainebleau e Barbizon.